# Bok de Korver
Johannes Marius „Bok” de Korver (ur. 27 stycznia 1883 w Rotterdamie, zm. 22 października 1957 tamże) – piłkarz holenderski grający na pozycji pomocnika. W swojej karierze rozegrał 31 meczów i strzelił 1 gola w reprezentacji Holandii.

## Kariera klubowa
Całą swoją karierę piłkarską de Korver spędził w klubie Sparta Rotterdam. W sezonie 1902/1903 zadebiutował w nim w rozgrywkach mistrzostw Holandii. W sezonach 1908/1909, 1910/1911, 1911/1912, 1912/1913 i 1914/1915 wywalczył ze Spartą pięć tytułów mistrza Holandii. Swoją karierę piłkarską zakończył po sezonie 1921/1922 w wieku 39 lat.

## Kariera reprezentacyjna
W reprezentacji Holandii de Korver zadebiutował 30 kwietnia 1905 roku w wygranym 4:1 meczu Coupe Van Den Abeele 1905 z Belgią, rozegranym w Antwerpii. W 1908 roku na Igrzyskach Olimpijskich w Londynie zdobył brązowy medal. Cztery lata później, na Igrzyskach Olimpijskich w Sztokholmie ponownie zdobył brązowy medal. Od 1905 do 1913 roku rozegrał w kadrze narodowej 31 meczów i strzelił 1 gola.